# Calle de Carniceros
La calle de Carniceros es una vía pública de la ciudad española de Valencia.

## Descripción

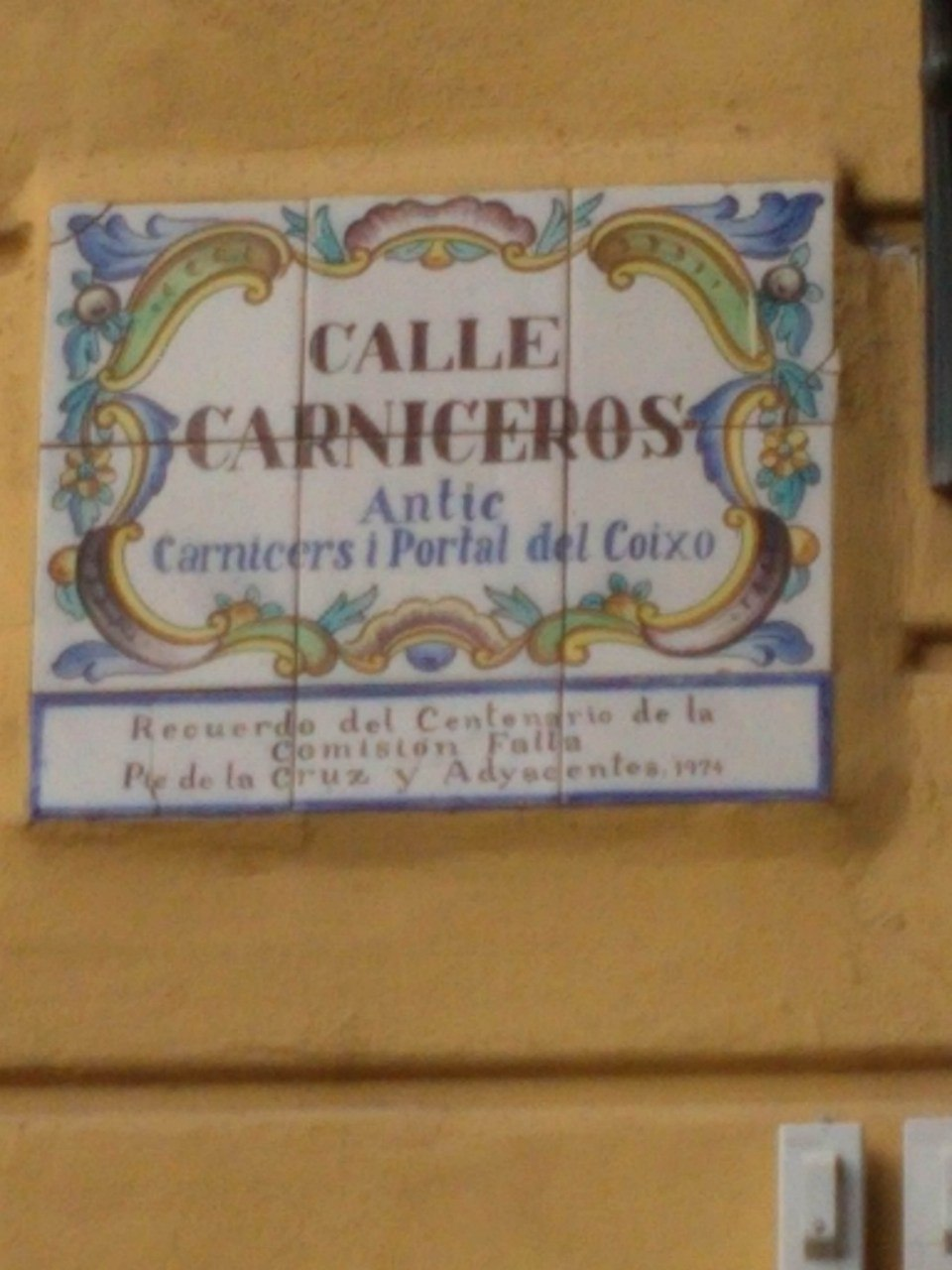
Letrero con el título de la calle

La vía, cuyo título es de origen gremial, nace en la esquina de la calle de Santa Teresa con la plaza de Don Juan de Villarrasa y discurre hasta llegar a la calle de Guillem de Castro. Aparece descrita en el primer tomo de la Valencia histórica y topográfica (1862) de Vicente Boix con las siguientes palabras:

Carnicers (Calle de). Principia en las cuatro esquinas de la de Santa Teresa y de Don Juan de Villarrasa, y termina en la plaza de la Encarnacion, frente al Portal del Coxo; aunque el último trozo se llama generalmente del hospital de Peregrinos, porque se hallaba allí el hospicio de esta clase. Con esta denominacion de Carnicers la mencionan D. Marcos Antonio Orti, D. Juan Bautista de Valda y una providencia de Almotacen de 1.º de Setiembre de 1700. Debió sin duda su nombre á la circunstancia de que vivirian en ella algunos cortantes (carnicers). En esta misma calle existe el magnifico colegio de las Escuelas Pias, fundacion protegida y favorecida por el arzobispado D. Andrés Mayoral 1763, colocándose la primera piedra en 29 de Setiembre.
(Boix, 1862, p. 169)